# Hafiz Süleymanoğlu
Hafiz Süleymanoğlu (20 de setembro de 1967, em Sumqayıt, Azerbaijão), é um ex-halterofilista da Turquia, que inicialmente competira pela União Soviética.
Hafiz Süleymanoğlu, anteriormente Hafiz Süleymanov, em azeri, foi vice-campeão mundial júnior em 1987, com 265 kg no total combinado (125 no arranque e 140 no arremesso), na categoria até 56 kg.
Em 1989 ele passou a competir pela Turquia e foi campeão mundial com 287,5 kg (130+157,5), na categoria até 56 kg.
E foi ainda por três vezes vice-campeão mundial (1993, 1994 e 1997).
Em Jogos Olímpicos, ele participou das edições de 1992 e de 1996, e em ambas as ocasiões não conseguiu concluir a prova.
Em 3 de maio de 1995, em Varsóvia, ele definiu um recorde mundial no arranque — 140 kg na categoria até 59 kg.